# Computer-generated imagery
Computer-generated imagery（コンピューター・ジェネレイテッド・イメジェリー、CGI）とは、コンピュータグラフィックスによって生成された画像または映像である。また、CGの技術自体を指すこともある。応用先としては芸術・印刷メディア・コンピュータゲーム・映画・テレビ番組・コマーシャル・ビデオ・シミュレータなどがある。多くの場合「CGI」といえば映画やテレビ映像向けに3次元コンピュータグラフィックスをキャラクターや背景、特殊効果の生成に用いて生成した画像・映像のことを指すが、2次元 (2D) の映像を指す場合もある。
CGI の発達は 1990年代にバーチャル映画制作の急速な発展を促した。仮想空間の中では被写体やカメラは物理法則の制約を受けないため、映像表現の幅を大きく拡げたのである。また CGI 用ソフトウェアが入手しやすくなり、市販コンピュータの処理能力も著しく向上したことにより、個人や小規模な組織でもプロ級の映画やゲーム、芸術作品を制作できる環境が整えられるようになった。

## 静的イメージとランドスケープ

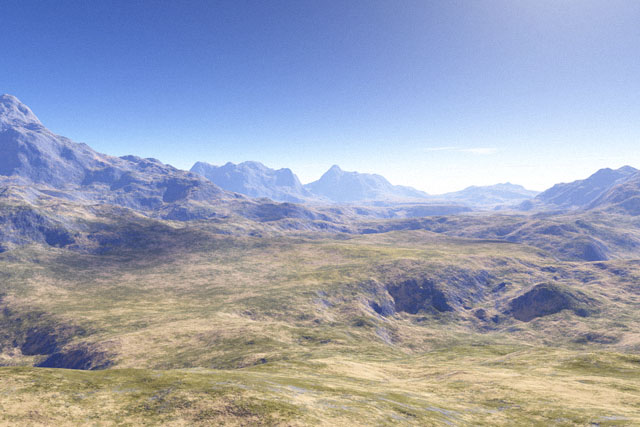
フラクタル地形

Computer-generated imageryの一部として生成される動画像だけでなく、現実のような自然な地形（フラクタル地形など）もコンピュータのアルゴリズムによって生成される。フラクタル表面を生成するシンプルな方法は、中点変位というド・ラムカーブのいくつかの特例の形成に頼った三角形メッシュ法の拡張機能を使用することである。例えば、アルゴリズムは最初は大きな三角形から始め、次に4つのより小さいシェルピンスキーの三角形に分割するために再帰的拡大を行い、そして最も近隣するものからの各点の高さを補間する。ブラウニアン・サーフェスの作成には、作成された新たなノードであるノイズを追加するだけでなく、メッシュの複数の平面で追加的なノイズを追加する必要がある。このように、様々な平面が表現された地形図は比較的簡単なフラクタルアルゴリズムを使用して作成することができる。基本的に、computer-generated imageryで使用されるイージー・トゥ・プログラムのフラクタルは「プラズマ・フラクタル」やより動的な「フォルト・フラクタル」である。
数多くの特徴ある技法が高く集束されたコンピュータ生成エフェクトを生み出すために研究開発がなされており、例として指定された岩石のような表面に侵食をモデル化したり年代を反映するために岩石の科学的な風化を表現するための特徴あるモデルが使用されている。

## 建築物

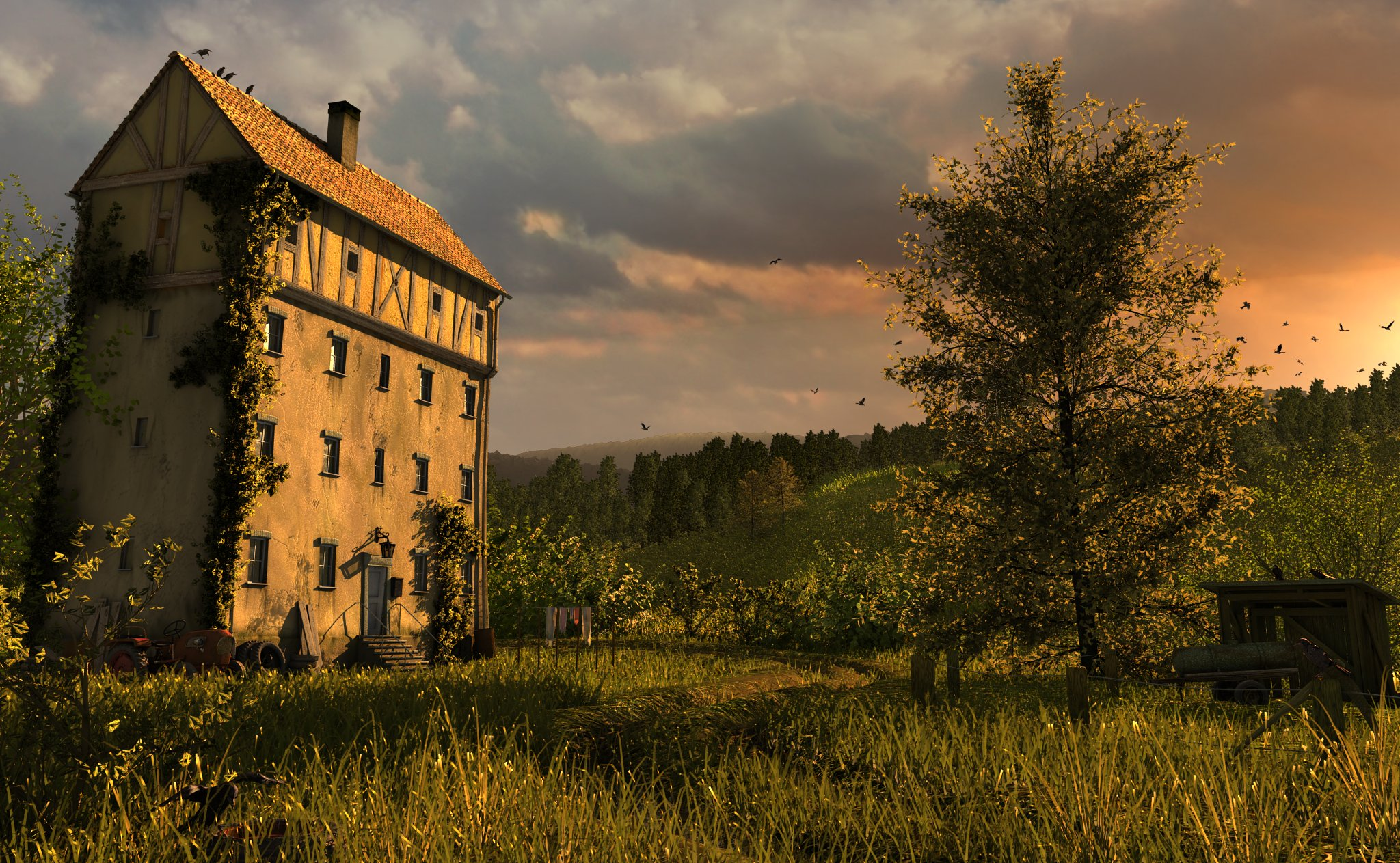
無料のCADソフトであるBlenderで製作された家屋のCG画像

現代的な建築家は顧客と建設会社両方向けに3次元モデルを製作するためのコンピュータグラフィック会社のサービスを利用しており、これらのコンピュータ生成モデルは従来の図面よりも正確にすることができる。建築アニメーション（インタラクティブ画像ではなく建築物のアニメーション動画を使用）も建築物を環境や周囲の建築物と合わせたらどうなるかを確かめるために使用することができる。紙や鉛筆を使わない建築空間の描写は現在コンピュータを使用した数ある建築物設計システムによって幅広く受け入れられている実践方法である。
建築物モデリングツールは建築家が対話形式で空間やウォークスルーの実行を視覚化できるようになっていて、都市部や建築物両方の水準で対話型環境が提供される。建築における特定の応用は建築構造の仕様（壁や窓など）やウォークスルーだけでなく、特定のデザインで1日の時間帯によって光の影響や太陽光がどれだけ差すかの調査が含まれる。
建築モデリングツールは現在インターネットベースで発展しているが、インターネット型システムの品質は高度なインハウスモデリングシステムと比べてまだ劣っている。
いくつかの応用においてコンピュータ生成画像は歴史的建造物の逆行分析でも使用されていて、例えば、ドイツのゲオルゲンタールにあった修道院のコンピュータ再現は修道院の遺跡をもとにしていて、未だに在りし日の建築物がどのようだったかをルック・アンド・フィールで見せているに過ぎない。

## 解剖学的モデル

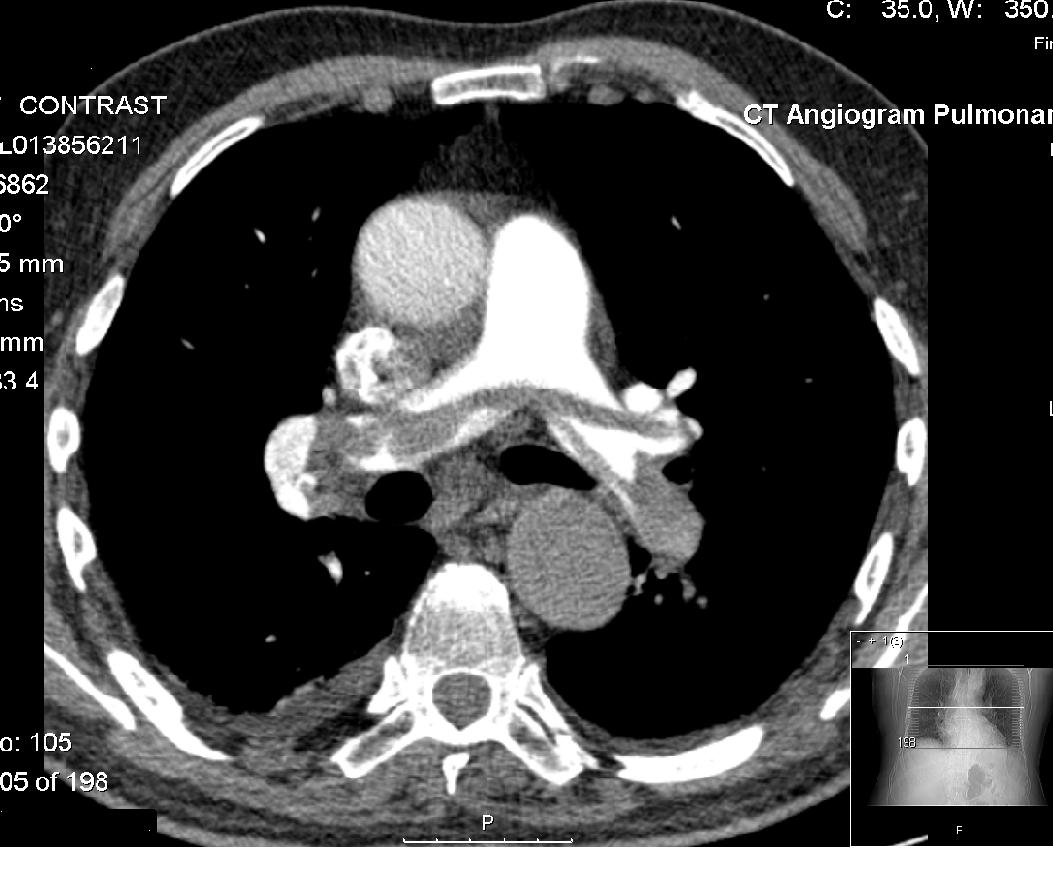
X線写真からコンピュータで生成したCT肺血管造影画像

スケルタルアニメーションで使用されるコンピュータ生成モデルは常に解剖学的に正しいというわけでないが、サイエンティフィック・コンピューティング・アンド・イメージング・インスティテュートといった研究所は解剖学的に正確なコンピュータ型モデルを開発している。コンピュータ生成解剖学モデルは教育や運用の両方の目的で使用される。現在までフランク・H・ネーターによる 画像 など多くの画家が医学生が使用する医学画像を制作し続けているが、多くのオンライン解剖学的モデルも利用可能になっている。
1人の患者のX線はデジタル化されたX線でない限りコンピュータ生成画像にならないが、コンピュータ断層撮影による3次元モデルを伴う応用は数多くの単一のX線断面図で自動生成されるため、コンピュータ生成画像になる。核磁気共鳴画像法を使った応用も合成で内部画像を生成するために数あるスナップショット（磁気パルスを介した場合）をまとめたものである。
現代的な医学的応用において、患者の特定モデルはコンピュータ支援手術において構築されていて、例えば、総合的な膝置換において、詳細な患者モデルの構築は注意深く手術を計画するために使用される。これらの3次元モデルは通常患者自身の解剖学的に適切な部分を数回コンピュータ断層撮影した画像が元になっている。このようなモデルはまた心臓病治療の一般的な手順である大動脈弁注入を計画するときにもしようされる。得られる形状の中で、冠動脈開口部の直径や場所は患者によって大きく異なっており、患者の弁構造に酷似しているモデルの抽出（コンピュータ断層撮影で）は手順を検討する際に非常に有益である。

## 衣料と皮膚イメージの生成
衣料のモデルは一般的に次の3種類に分かれる:
- 糸交差の幾何学的機械構造
- 連続的な弾性シートの力学
- 布の幾何学的で巨視的な特徴[11]

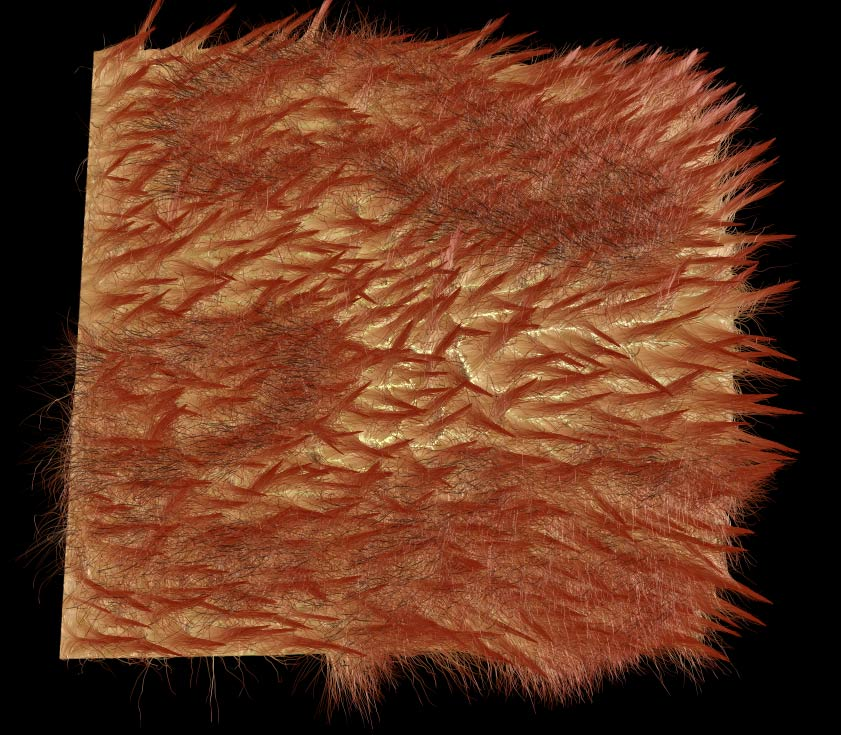
コンピュータでイメージングされた濡れている毛皮

現在まで、自然な方法で自動的に編まれたデジタル的な特徴のある衣料の作成は多くのアニメーターによるに挑戦が続いている。
映画や、広告、その他一般公開される形での仕様に加えて、衣料のコンピュータ生成画像は現在最大手のファッションデザイン企業によって日常的に使用されている。
ヒトの皮膚の画像を描写する挑戦においてリアリズムには3つのレベルがある:
- 写真リアリズム  - 静的レベルで本物の皮膚を再現
- 力学リアリズム  - 動きを再現
- 機能リアリズム  - 動きに対する反応を再現[14]

よく見えるシワや皮膚の汗腺といった最もよく見える特徴は約100µmもしくはミリメートルの寸法である。皮膚は目的の表面の7次元双方向テクスチャ関数 (BTF)や双方向散乱分布関数(BSDF)でモデリングできる。

## 双方向のシミュレーションと可視化
インタラクティブ・ビジュアライゼーションは動的に変化できるデータを描写したりユーザーが複数の遠近法によるデータを見ることができるようにするための応用に関する一般的な用語である。この応用分野は流体力学において流れパターンを可視化することから特定のCADアプリケーションに至るまで幅広い。レンダリングされたデータはフライトシミュレーターのようにユーザーがシステムへの操作で変えられる特定のビジュアルシーンに対応しており、世界を表現するためのcomputer-generated imageryの技法を広範囲に使用できるようになる。
生データのデータパイプラインを伴う双方向可視化過程の抽象的レベルはレンダリングに適する形で生成するために管理やフィルタリングがされる。これは可視化データと度々呼ばれている。可視化データはその後、レンダリングシステムに供給することができる可視化表現へマッピングされる。これを「レンダラブル・リプレゼンテーション」と通常呼ばれる。このリプレゼンテーションはその後、表示できるイメージとして描写される。ユーザーがシステムを使った生データとの対話（仮想世界で自身のポジションをジョイスティックで変えるなど）が新たな描写イメージを作成するためのパイプラインを通して供給されるように、多くの場合このようなアプリケーションでリアルタイムな計算効率の重要考慮事項が作成される。

## コンピュータアニメーション
風景のコンピュータ作成イメージは静的になる一方、用語的なコンピュータアニメーションは動画に酷似する動的なイメージのみに適用される。しかし、一般的な用語としてのコンピュータアニメーションはユーザーとの対話ができない動的イメージを指していて、一方用語としての仮想世界は対話的なアニメーション環境で使用される。
コンピュータアニメーションは本質的に3Dのストップモーション・アニメーションと二次元イラストレーションのフレーム単位アニメーション技術のデジタル的な後継技術である。コンピュータ生成のアニメーションはエフェクトショットやエキストラを使った群衆シーンが使用されるミニチュア撮影といったより力学的な方法よりも制御可能である。これは他の技術を使うことなく実現可能なイメージの製作が可能だからである。また、1人のグラフィックアーティストが俳優や高価なセット部分や小道具を使わずに作品を製作することができる。
動作の錯覚を作成するためには、イメージをコンピュータスクリーンに表示し、過去のイメージに似た新たなイメージに繰り返し置き換えるが時間領域（通常24もしくは30フレーム/秒の速度）で少しずつ進める。この技法は動きの錯覚をテレビやモーションピクチャーで実現する方法と同一ある。

## 仮想世界

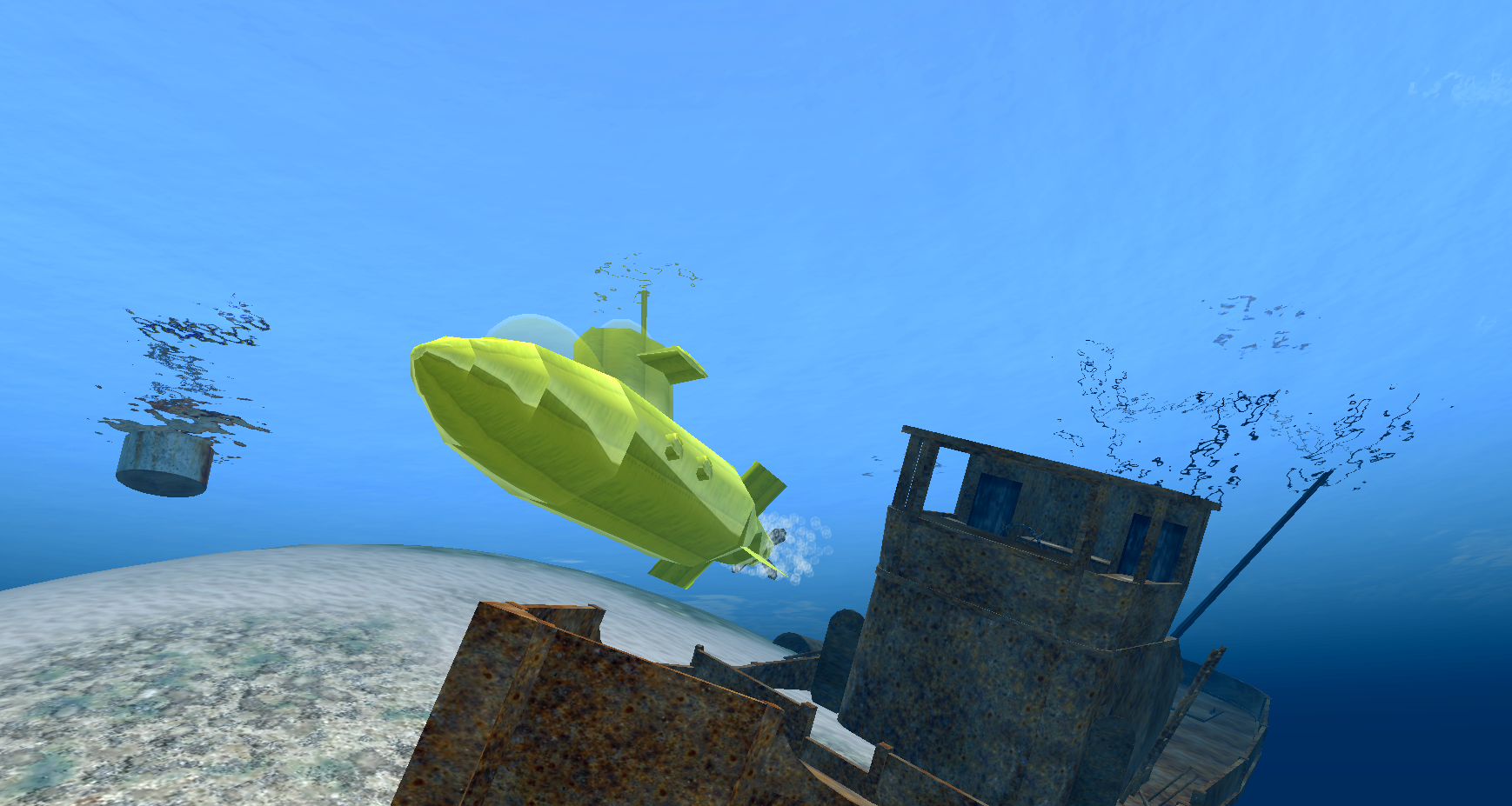
Second Lifeに登場する黄色い潜水艦

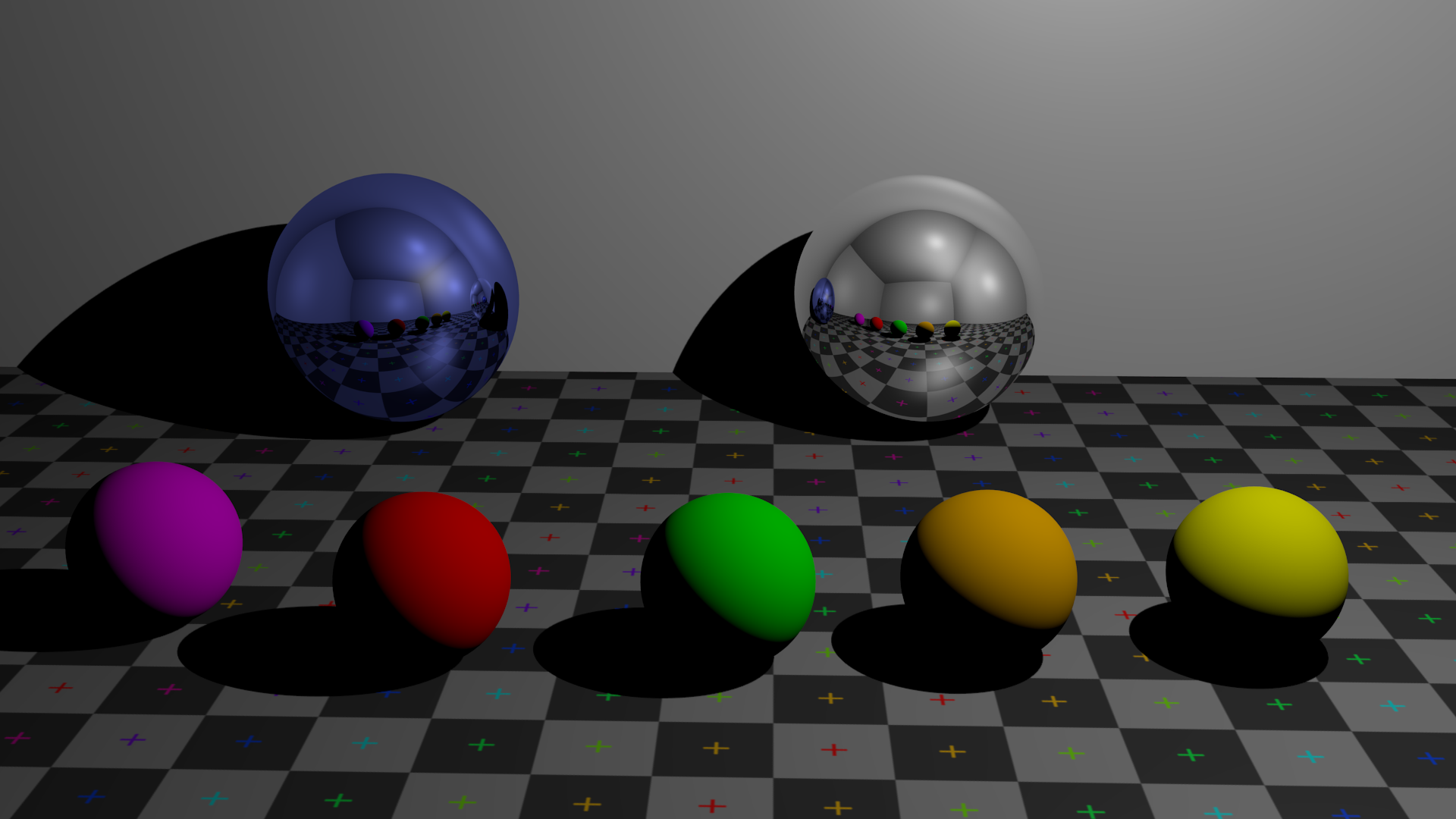
金属製のようなボール

仮想世界とはユーザーがアニメキャラクターやアバターと呼ばれるアニメキャラクターに扮した他のユーザーと対話できるシミュレーション環境で、ユーザーが生活したり会話することを重視していて、今現在ユーザーがアバターの形式で他人に見えるようになっている双方向3D仮想環境の主な代名詞になっている。これらのアバターは通常、テキストや二次元画像、3次元コンピュータグラフィックスといった表現で示されているが、他の形式でも可能である (例として聴覚的 だったり触覚的だったり)。全てではないが可能世界は複数のユーザーで使用可能になっている。

## 法廷での使用
近年、computer-generated imageryの使用は法廷にも及んでいて、裁判官や陪審員に一連の出来事、証拠、仮説をより良く可視化することに役だっている。しかし、1997年の研究で人々は直感さが貧しい物理学者でコンピュータ生成画像の影響を簡単にうけると発表された。従って、陪審員やその他法的決定に関わる人は一連の出来事の1つの可能性を単に表現した証拠への認識が生じることが重要になることを物語っている。